# Купальниця (картина Вільяма Етті)
«Мусідора: купальниця, потривожена подувом вітру» (англ. Musidora: The Bather 'At the Doubtful Breeze Alarmed' ) або просто «Купальниця» (англ. The Bather) — картина англійського художника Вільяма Етті у жанрі ню, написана 1843 року.
Полотно ілюструє сцену з поеми Джеймса Томсона «Літо» (1727), де (у цій сцені) молодий хлопець, який випадково побачив дівчину, що купалася оголеною, вагається між бажанням підглядати та усвідомленням того, що він має відвернутися. Сцена була дуже популярною серед англійських митців, оскільки картина стала зручним приводом для виправдання малювання оголеної натури у часи, коли показ та розповсюдження оголених образів були під забороною. Усього Етті створив чотири полотна «Купальниці», що є майже ідентичними, за винятком дрібних відмінностей у пейзажі. Четверта версія картини була написана близько 1846 року. Оскільки четверта версія має ознаки низькопробності, вважають, що вона могла бути пізнішою копією, створеною кимось із учнів художника.
«Мусідора» була винятково схвально зустрінута публікою під час першого показу й стала вважатися найкращою роботою, написаною англійським митцем. По смерті Етті (1849) його роботи швидко втратили популярність, забулися. «Купальниця» справляла мінливий вплив на подальші творчі пошуки митців жанру.